# Brandon Belt
Brandon Kyle Belt (ur. 20 kwietnia 1988) – amerykański baseballista występujący na pozycji pierwszobazowego w San Francisco Giants.

## Przebieg kariery
Belt został wybrany w 2009 roku w piątej rundzie draftu przez San Francisco Giants i początkowo występował w klubach farmerskich tego zespołu, między innymi we Fresno Grizzlies, reprezentującym poziom Triple-A. W Major League Baseball zadebiutował 31 marca 2011 w meczu przeciwko Los Angeles Dodgers, w którym zaliczył uderzenie. W 2012 wystąpił we wszystkich spotkaniach World Series, w którym Giants pokonali Detroit Tigers 4–0.
W 2014 zdobył drugi tytuł mistrzowski, występując we wszystkich meczach World Series, w których Giants pokonali Kansas City Royals 4–3. W lipcu 2016 otrzymał najwięcej głosów w ostatecznym głosowaniu kibiców do Meczu Gwiazd.

## Nagrody i wyróżnienia
| Nagroda/wyróżnienie         | Lata       | Źródło      |
| All-Star                    | 2016       | [ 6 ]       |
| 2× zwycięzca w World Series | 2012, 2014 | [ 4 ] [ 5 ] |